# Rolando Alarcón
Pour les articles homonymes, voir Alarcon.
Rolando Alarcón Soto, né le 5 août 1929 à Santiago du Chili, où il meurt le 4 février 1973, est un chanteur populaire chilien, compositeur et professeur.
Il a interprété la chanson No pasaran, chanson de résistance républicaine face aux nationalistes du général Franco durant la guerre civile espagnole.